# Pierre Subleyras
Pierre Hubert Subleyras (1699-1749) fue un pintor francés establecido definitivamente en Roma tras ganar el Premio de Roma en 1727.

## Biografía
Nació en Saint-Gilles (Gard, Francia) y fue alumno de su padre y después de Antoine Rivalz en Toulouse. En 1726 estudió en la Real Academia de Pintura y Escultura de París y ganó el Premio de Roma en 1727. En 1728 marchó becado a Roma, donde desarrolló una intensa actividad como retratista y pintor de escenas de género y de suntuosos retablos.
Pintó distintos temas, entre los que se incluyen retratos (Benedicto XIV, Museo Condé en Chantilly), escenas mitológicas (Caronte atravesando las sombras de la laguna Estigia, Museo del Louvre) y bodegones, pero sobre todo fue reconocido por sus cuadros religiosos (como por ejemplo, San Benito resucitando al hijo de un jardinero, hoy en la iglesia de Santa Francisca Romana en Roma), que presentan un aire mucho más serio que la mayoría de obras francesas del periodo rococó.
Su obra más famosa es la Misa de San Basilio, pintada para la Basílica de San Pedro del Vaticano, pero que actualmente se encuentra en la Basílica de Santa María de los Ángeles y los Mártires en Roma. La enorme pintura fue aclamada inmediatamente tras ser presentada en 1748, pero Subleyras murió el año siguiente, antes de poder conocer el éxito de su obra. Posteriormente pasó a ser una figura parcialmente subestimada, pero una importante exposición sobre su obra en París y Roma en 1987 contribuyó enormemente a considerarle como uno de los pintores franceses más destacados de su época.

## Obras destacadas
- Le Repas chez Simon (1737, Museo del Louvre, París)
- Desnudo de mujer (hacia 1740, Galería Nacional de Arte Antiguo, Roma)
- San Ambrosio y Teodosio (1745, Galería Nacional del Umbría, Perusa)
- Dom Cesare Benvenuti (Museo del Louvre, París)
- Saint Jérôme (Pinacoteca de Brera, Milán)
- Cristo en la cruz rodeado de María Magdalena, San Felipe Neri y San Eusebio (Pinacoteca de Brera, Milán)
- Retrato del papa Benedicto XIV (Museo Condé, Chantilly)
- Caronte atravesando las sombras de la laguna Estigia (Museo del Louvre, París)
- La misa de San Basilio (1746, Museo del Louvre, París)

## Galería de imágenes

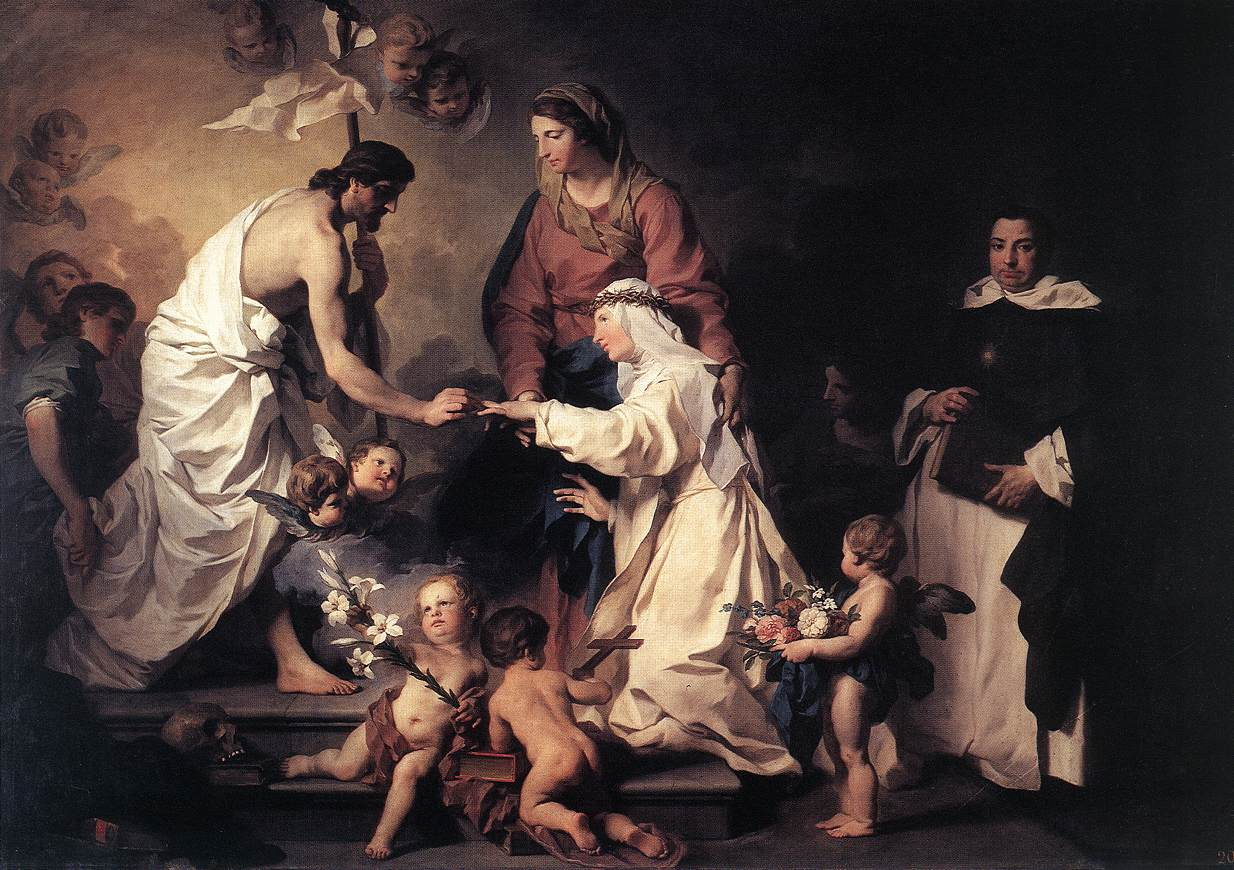
Las bodas de Santa Catalina (entre 1740-1745)
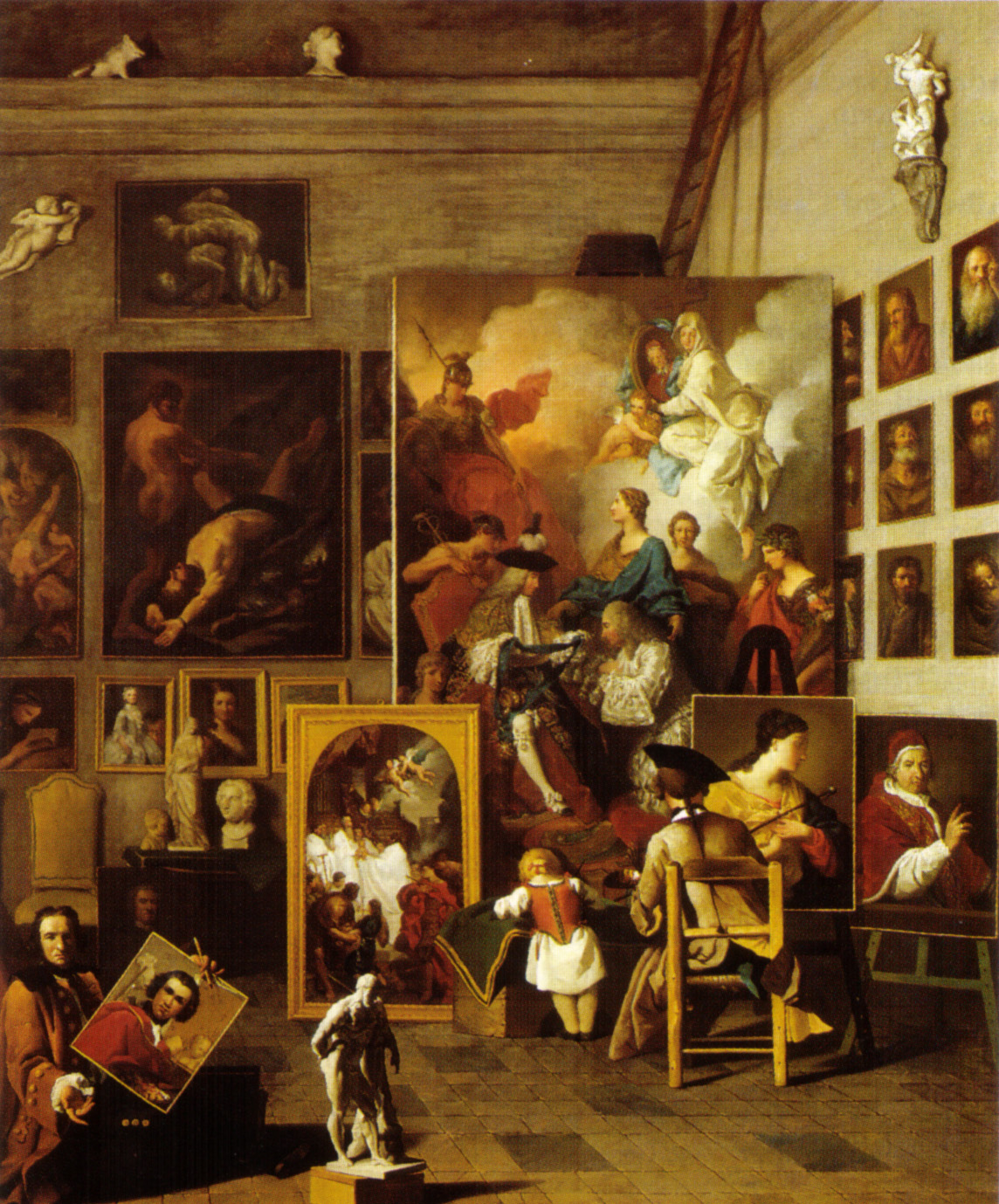
El estudio del artista (década de 1740)
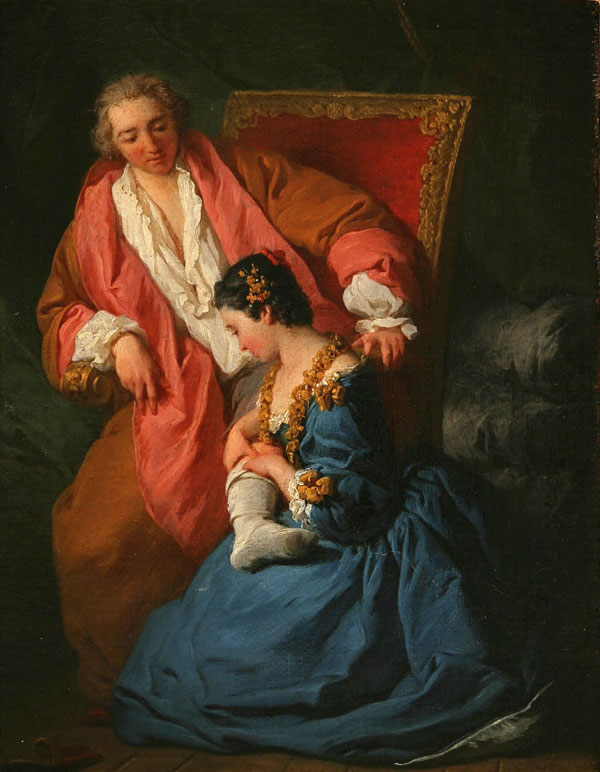
La cortesana amorosa (hacia 1735)
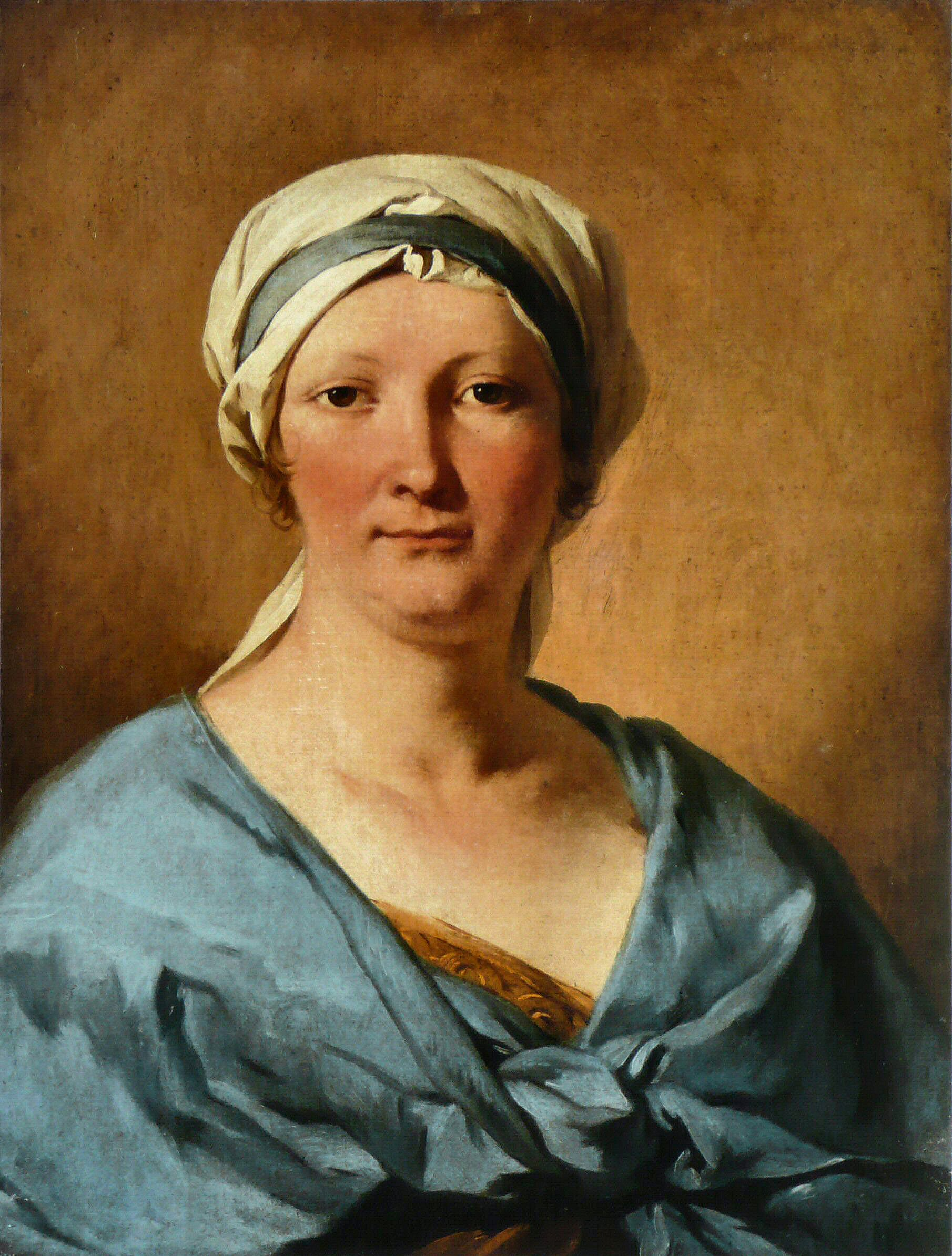
Supuesto retrato de Madame Subleyras (hacia 1740)
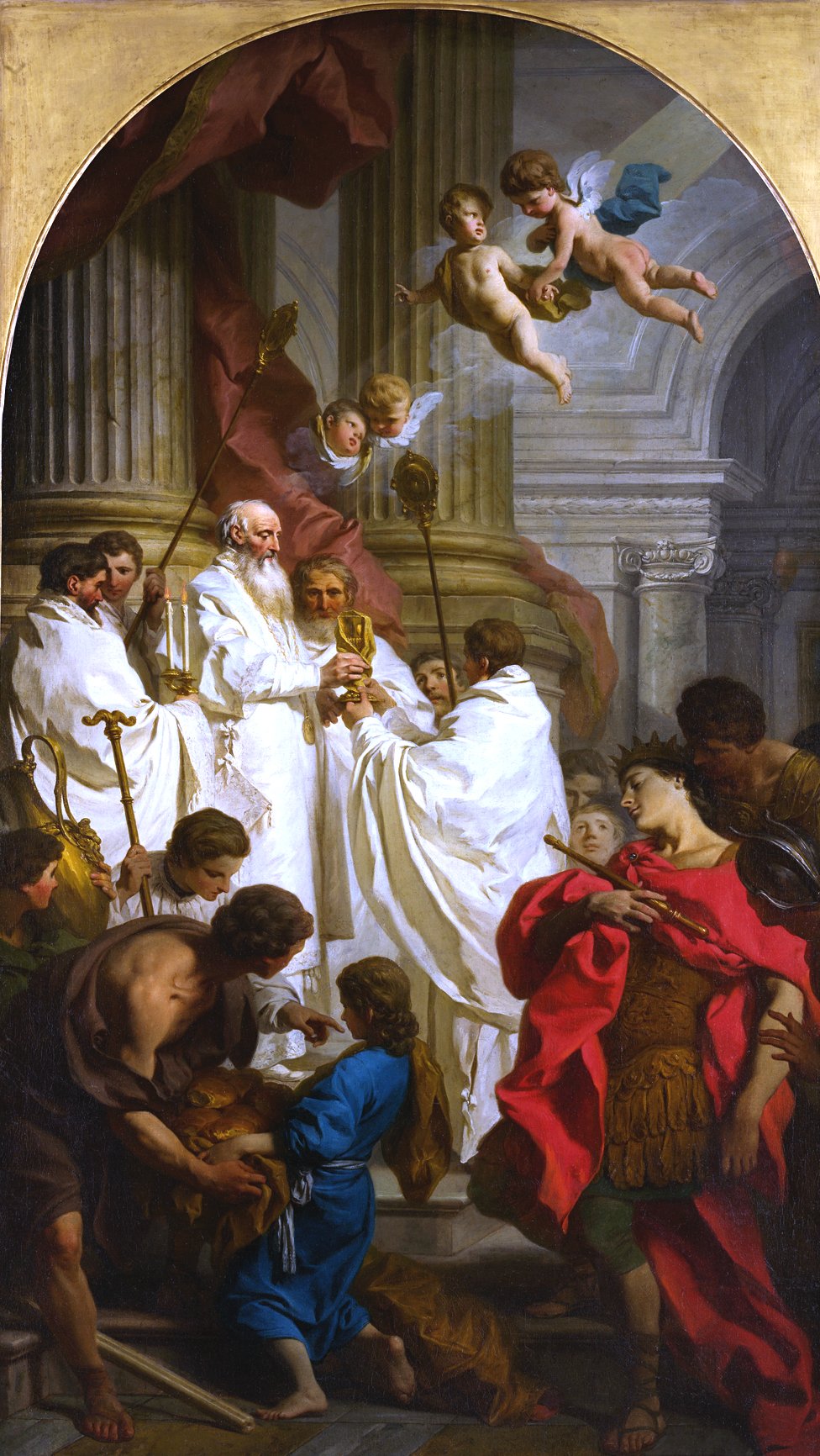
La misa de San Basilio (1746)
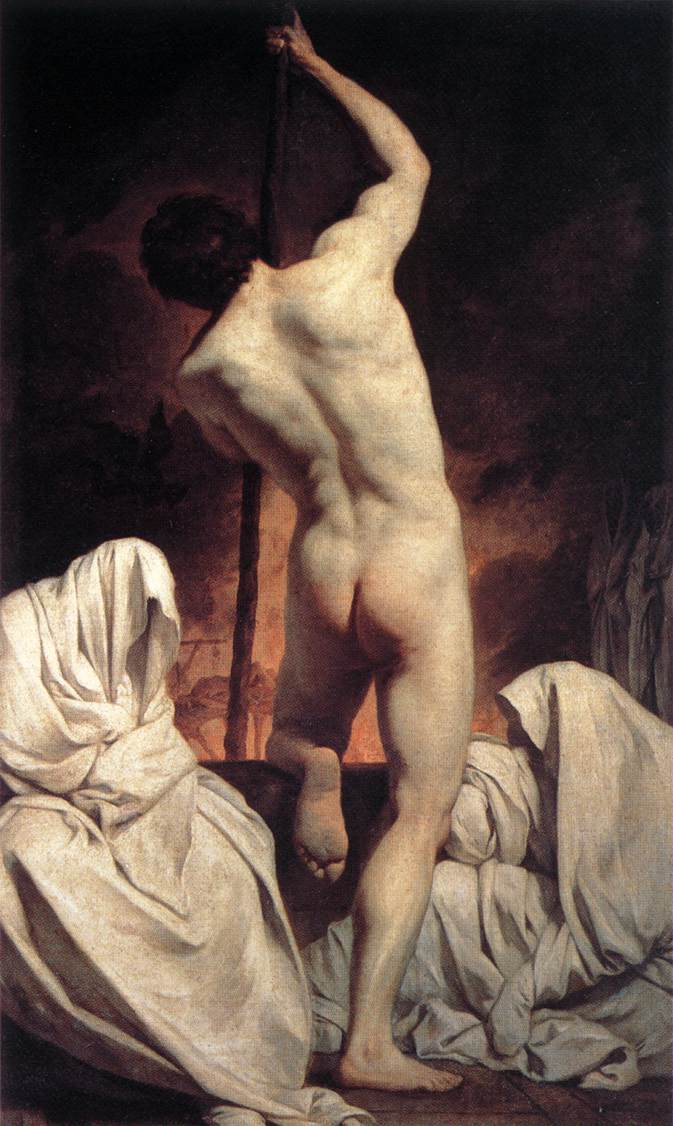
Caronte atravesando las sombras de la laguna Estigia
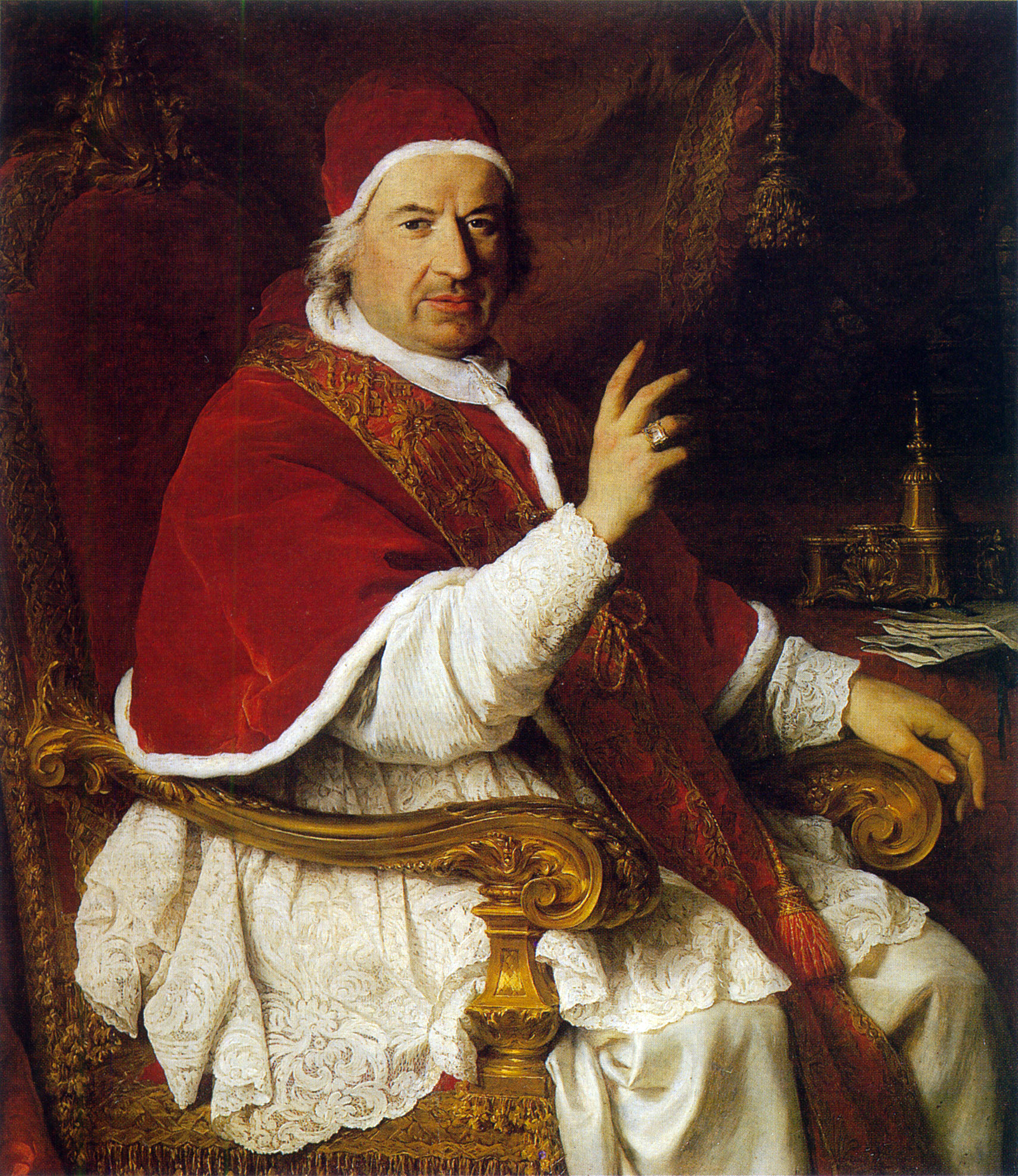
Retrato del papa Benedicto XIV (Museo Condé, Chantilly)